# تپه قری اولان ۳
تپه قری اولان ۳ مربوط به دوران‌های تاریخی پس از اسلام است و در شهرستان بوئین‌زهرا، بخش آوج، روستای پرسپانچ واقع شده و این اثر در تاریخ ۱۱ شهریور ۱۳۸۲ با شمارهٔ ثبت ۹۷۷۲ به‌عنوان یکی از آثار ملی ایران به ثبت رسیده است.